# Fatoumata Baldé
 (décembre 2023).
La mise en forme du texte ne suit pas les recommandations de Wikipédia : il faut le « wikifier ».
Les points d'amélioration suivants sont les cas les plus fréquents. Le détail des points à revoir est peut-être précisé sur la page de discussion.
- Les titres sont pré-formatés par le logiciel. Ils ne sont ni en capitales, ni en gras.
- Le texte ne doit pas être écrit en capitales (les noms de famille non plus), ni en gras, ni en italique, ni en « petit »…
- Le gras n'est utilisé que pour surligner le titre de l'article dans l'introduction, une seule fois.
- L'italique est rarement utilisé : mots en langue étrangère, titres d'œuvres, noms de bateaux, etc.
- Les citations ne sont pas en italique mais en corps de texte normal. Elles sont entourées par des guillemets français : « et ».
- Les listes à puces sont à éviter, des paragraphes rédigés étant largement préférés. Les tableaux sont à réserver à la présentation de données structurées (résultats, etc.).
- Les appels de note de bas de page (petits chiffres en exposant, introduits par l'outil «  Source ») sont à placer entre la fin de phrase et le point final[comme ça].
- Les liens internes (vers d'autres articles de Wikipédia) sont à choisir avec parcimonie. Créez des liens vers des articles approfondissant le sujet. Les termes génériques sans rapport avec le sujet sont à éviter, ainsi que les répétitions de liens vers un même terme.
- Les liens externes sont à placer uniquement dans une section « Liens externes », à la fin de l'article. Ces liens sont à choisir avec parcimonie suivant les règles définies. Si un lien sert de source à l'article, son insertion dans le texte est à faire par les notes de bas de page.
- La présentation des références doit suivre les conventions bibliographiques. Il est recommandé d'utiliser les modèles {{Ouvrage}}, {{Chapitre}}, {{Article}}, {{Lien web}} et/ou {{Bibliographie}}. Le mode d'édition visuel peut mettre en forme automatiquement les références.
- Insérer une infobox (cadre d'informations à droite) n'est pas obligatoire pour parachever la mise en page.

Pour une aide détaillée, merci de consulter Aide:Wikification.
Si vous pensez que ces points ont été résolus, vous pouvez retirer ce bandeau et améliorer la mise en forme d'un autre article.
Pour les articles homonymes, voir Baldé.
Fatoumata Baldé, née le 20 octobre 1962, est une diplomate guinéenne.

## Biographie et études
Fatoumata a étudie les lettres à l'Université de Conakry de 1980 à 1985, des formations complémentaires ont concerné la gestion du crédit en 1991 et le droit diplomatique 1993.
De 1989 à 2000, elle a travaillé comme chargée de recherche à l'annuaire national de la coopération. En 1999, elle a étudié la gestion de projet à l'Atlanta Management Institute à Atlanta aux États-Unis. Baldé a ensuite rejoint le ministère guinéen de la coopération internationale en 2000 et y a travaillé comme chef du département de coordination de l'aide extérieure jusqu'en 2006.
En 2001, elle étudie le leadership et la gestion des ressources financières au Washington International Management Institute à Washington, DC. Elle devient ensuite chef du département des partenariats, des financements innovants et de la coordination des soutiens au sein du ministère de 2006 à 2010. En 2010, elle assume le rôle de conseillère du président pour la coopération internationale. En février 2014, elle devient ministre de la coopération internationale.
Le 7 juin 2016, elle devient ambassadrice de Guinée en Allemagne et des accréditations pour la Bosnie-Herzégovine, au Danemark, au Saint-Siège, en Croatie, au Liechtenstein, en Macédoine du Nord, en Norvège, en Autriche, en Pologne, en Suède et en Slovénie.
En septembre 2018, elle devient ambassadrice en Inde.

## Vie privée
Fatoumata Baldé est mariée et mère d'une fille.